# 戴元本
戴元本（1928年7月31日—2020年9月26日），男，籍贯湖南常德，生于江苏南京，中国理论物理和粒子物理学家。曾任中国高能物理学会理事长、国际纯粹与应用物理联合会粒子与场委员会委员。他参与的“层子模型”研究于1982年获国家自然科学奖二等奖。著有《相互作用的规范理论》。

## 生平
1947年考入中央大学理学院物理系，1952年毕业于南京大学后在南京工学院任教。1958年进入中国科学院数学研究所攻读研究生，1961年毕业后留所任副研究员、研究员。1978年起任中国科学院理论物理研究所研究员。1980年当选为中国科学院学部委员（院士）。
2020年9月26日，因病醫治無效，在北京逝世，享年92歲。